# دوبل-تسوارینگ
دوبل-تسوارینگ (به آلمانی: Dobl-Zwaring) یک شهرستان در اتریش است که در گراتس اومگبونگ واقع شده‌است. دوبل-تسوارینگ ۳۷٫۹۲ کیلومتر مربع مساحت دارد.